# Japanagromyza arnaudi
Japanagromyza arnaudi este o specie de muște din genul Japanagromyza, familia Agromyzidae, descrisă de Mitsuhiro Sasakawa în anul 1963.
Este endemică în El Salvador. Conform Catalogue of Life specia Japanagromyza arnaudi nu are subspecii cunoscute.